# Deebo Samuel
Tyshun Raequan "Deebo" Samuel, född 15 januari 1996, är en professionell wide receiver för San Francisco 49ers i National Football League (NFL). Han spelade universitetsfotboll för South Carolina och draftades av San Francisco i den andra rundan av 2019 års NFL-draft.

## NFL-karriär
Samuel gjorde sin NFL-debut den 8 september 2019 mot Tampa Bay Buccaneers där han fångade tre passningar för 17 yards i San Franciscos bortaseger med 31-17. I nästa match mot Cincinnati Bengals fångade han fem passningar för 87 yards och sin första touchdown i NFL. Under sin rookiesäsong fångade Samuel 57 passningar för 802 yards och 3 touchdowns. Han sprang också 14 gånger för 159 yards och 3 touchdowns.
I Super Bowl LIV sprang Samuel tre gånger för 53 yards och fångade fem passningar för 39 yards i San Franciscos förlust mot Kansas City Chiefs. Hans 53 erövrade yards på marken var flest av en wide receiver i en Super Bowl någonsin.